# Samtgemeinde Marklohe
De Samtgemeinde Marklohe is een Samtgemeinde in de Duitse deelstaat Nedersaksen. Het is een samenwerkingsverband van drie kleinere gemeenten in het midden van Landkreis Nienburg/Weser. Het bestuur is gevestigd in Lemke, direct ten zuiden van het dorp Marklohe.
Per 1 november 2021 is een fusie doorgevoerd tussen de Samtgemeinde Marklohe en de Samtgemeinde Liebenau.
De nieuwe fusiegemeente heet Samtgemeinde Weser-Aue. Het gemeentehuis van de Samtgemeinde Marklohe is voorlopig ook dat van de nieuwe Samtgemeinde.

Wapen van de Samtgemeinde Weser-Aue

De Samtgemeinde heeft een speciale bestuurlijke samenwerking met twee naburige  gemeentes, te weten de Samtgemeinde Liebenau  en Steyerberg. Deze samenwerking heet Zweckverband „Linkes Weserufer“ .

## Deelnemende gemeenten
1. Balge, bestaande uit het dorp Balge zelf (zetel van het deelgemeentebestuur), en de kleinere dorpen Blenhorst, Bötenberg, Buchholz, Buchhorst, Dolldorf, Holzbalge, Mehlbergen, Möhlenhalenbeck en Sebbenhausen.
2. Marklohe, bestaande uit het dorp Marklohe zelf,  en de kleinere dorpen Lemke (zetel van het bestuur van de deelgemeente en van de gehele Samtgemeinde), en Wohlenhausen, die zeer dicht bij Marklohe liggen, alsmede het ongeveer 1,5 km verwijderde dorp Oyle.
3. Wietzen, bestaande uit het dorp Wietzen zelf (zetel van het deelgemeentebestuur), en de kleinere dorpen Holte en Stumpenhusen.

## Ligging, verkeer, vervoer

### Wegverkeer
De gemeente ligt direct aan de Bundesstraße 214, die van Nienburg/Weser naar Sulingen loopt en aan de Bundesstraße 6 van Nienburg/Weser naar Bremen.

### Trein- en busverkeer
Door de gemeente loopt een, op vele plekken niet meer berijdbare, goederenspoorlijn, die vroeger een railverbinding met Nienburg/Weser vormde.
Er is een busverbinding tussen o.a. Balge en Marklohe met Nienburg/Weser v.v. Deze bussen rijden op  werkdagen iedere twee uur, zaterdagen slechts enkele malen per dag, en op zon- en feestdagen helemaal niet.

### Vliegverkeer
Bij het dorpje Holzbalge, deelgemeente Balge, hemelsbreed 9 km ten noordnoordwesten van Nienburg/Weser, ligt een klein vliegveld, Flugplatz Nienburg-Holzbalge, ICAO -code EDXI. Het is bedoeld voor kleine sport- en hobbyvliegtuigjes,  o.a. ULV 's en t.b.v. de zweefvliegsport. Het heeft één graspiste van 850 meter lengte en 30 meter breedte.

## Economie
De gemeente bestaat van middel- en kleinbedrijf, waaronder enige transport- en logistiekfirma's en een middelgrote aannemer. Van iets minder belang is de landbouw en (pluim-)veeteelt, en het toerisme (pleziervaart op de Wezer: er is een grote jachthaven; fietsen langs die rivier). In 2019 sloot de grootste fabriek van de gemeente, een kippenslachterij annex producent van diepvrieskipproducten, haar poorten, waardoor 200 dorpelingen werkloos werden.

## Geschiedenis
- In 1931 werd het hoofddorp van de huidige Samtgemeinde,  Lohe,  verdoopt in Marklohe. Er werd (en wordt door sommige geleerden nog steeds) vermoed, dat het huidige Marklohe in de 8e eeuw de locatie  van een belangrijke dingplaats van de voor-christelijke Saksen was, die in de legendes rond Sint Lebuïnus als Marklo aan de Wezer voorkomt.[2]  Historisch en wetenschappelijk aanvaard bewijs hiervoor is echter niet geleverd. Ook Lohe, gemeente Bad Oeynhausen, komt hiervoor in aanmerking.
- In Mehlbergen, gem. Balge werd bij archeologische opgravingen een zogenaamde Nienburger Tasse gevonden. Deze keramiekvorm van de pre-Romeinse IJzertijd is genoemd naar Nienburg, waar zulke voorwerpen voor het eerst werden gevonden.
- Het dorpje Blenhorst, gemeente Balge, was van 1840 tot 2010 één der kleinste kuuroorden van Duitsland. Men kon er modderbaden nemen in een mengsel van veenmodder en geneeskrachtig, zouthoudend water uit een in 1840 door een plaatselijke herder ontdekt bronnetje. Hierdoor mocht het dorpje in die tijd Bad Blenhorst heten.  In sommige verwijzingen naar dit plaatsje wordt het -aan erkende kuuroorden voorbehouden- voorvoegsel Bad nog gebruikt.
- Aan het eind van de 12e eeuw liet een lokale edelman, de heer Von Stumpenhusen, een kasteel bouwen, waar het dorpje Stumpenhusen omheen ontstond. Zij lieten ook de huidige St. Gangulphuskerk te Wietzen bouwen. De Von Stumpenhusens verkochten in 1202 hun bezittingen en de rechten op hun familiewapen en -zegel, voorzien van de (in de gemeentewapens van Wietzen en van de Samtgemeinde nog aanwezige) berenklauw, aan het opkomende gravengeslacht Von Hoya. Het kasteel is verloren gegaan; wanneer, en door wiens toedoen, is niet bekend.

## Bezienswaardigheden, natuurschoon, toerisme
- Het landschap in de gemeente is afwisselend en leent zich voor wandelingen en vooral (ook meerdaagse) fietstochten. Samen met de buurgemeentes propageert de Samtgemeinde Marklohe het fietstoerisme, o.a. langs langeafstandsfietsroutes, sterk.
- De watermolen van Blenhorst (1769) is een koren- en zaagmolen met een bovenslag- en een onderslagrad. De molen is maalvaardig en t.b.v. toeristen worden er af en toe demonstraties gegeven. In de molen is een trouwlocatie ingericht.
- Bij Mehlbergen ligt aan de Wezer de grote jachthaven Marina Mehlbergen, die in particulier bezit is.
- Monumentale dorpskerken, alle evangelisch-luthers:
  - St. Bartholomeüskerk Balge (eind 13e eeuw, romaanse stijl)
  - Clemens Romanus-kerk te Marklohe (deels 12e-eeuws)
  - Gangulphuskerk (St.-Gangolf-Kirche) te Wietzen (deels 12e-eeuws, in 1958 ingrijpend verbouwd)
- Natuurreservaat Speckenbachtal (45 ha) op de grens met gemeente Borstel Samtgemeinde Siedenburg.

## Afbeeldingen

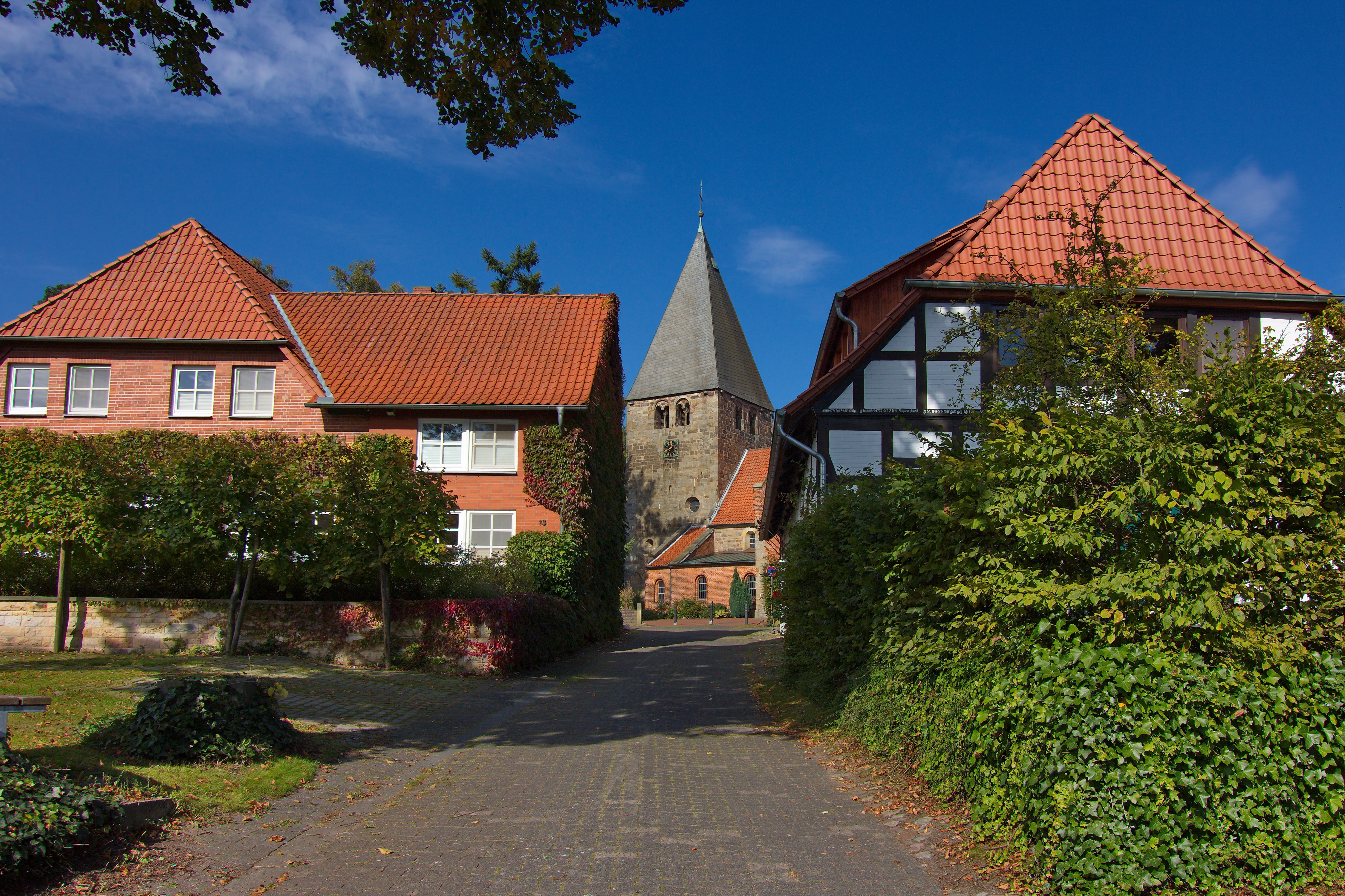
Kijkje in Marklohe (1) met de Clemens Romanuskerk
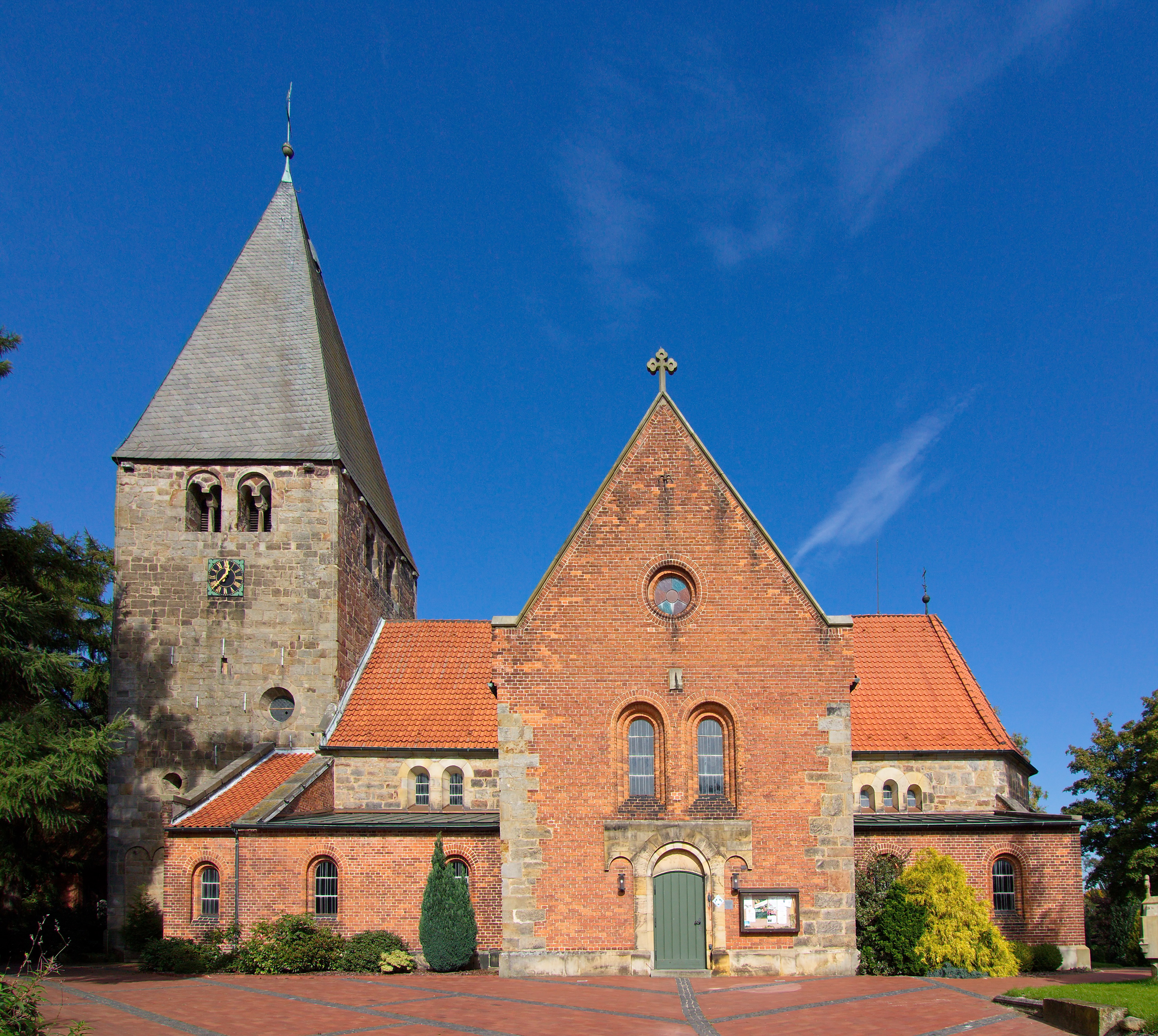
Kijkje in Marklohe (2) met de Clemens Romanuskerk
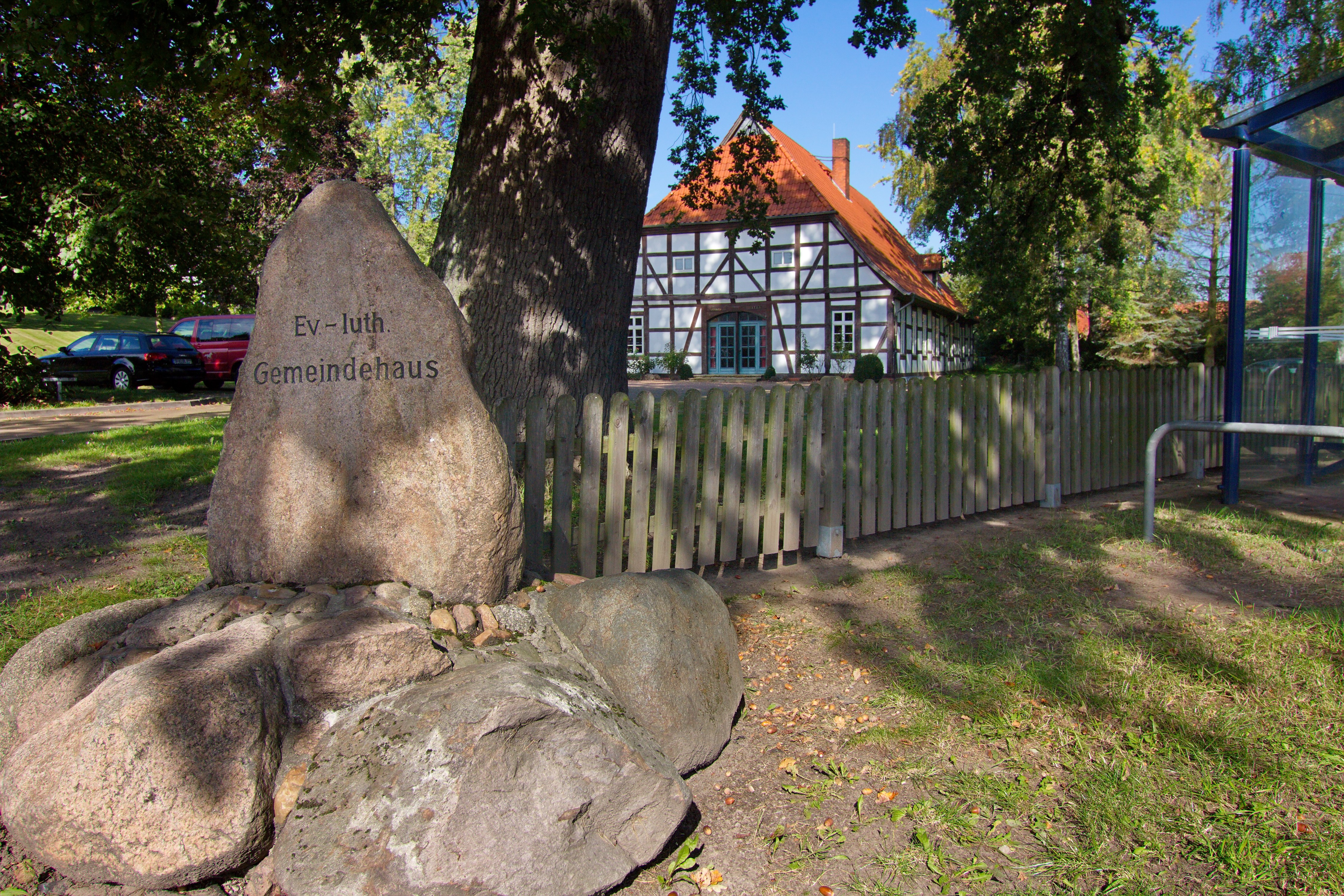
Voormalige pastorie te Marklohe (1764)
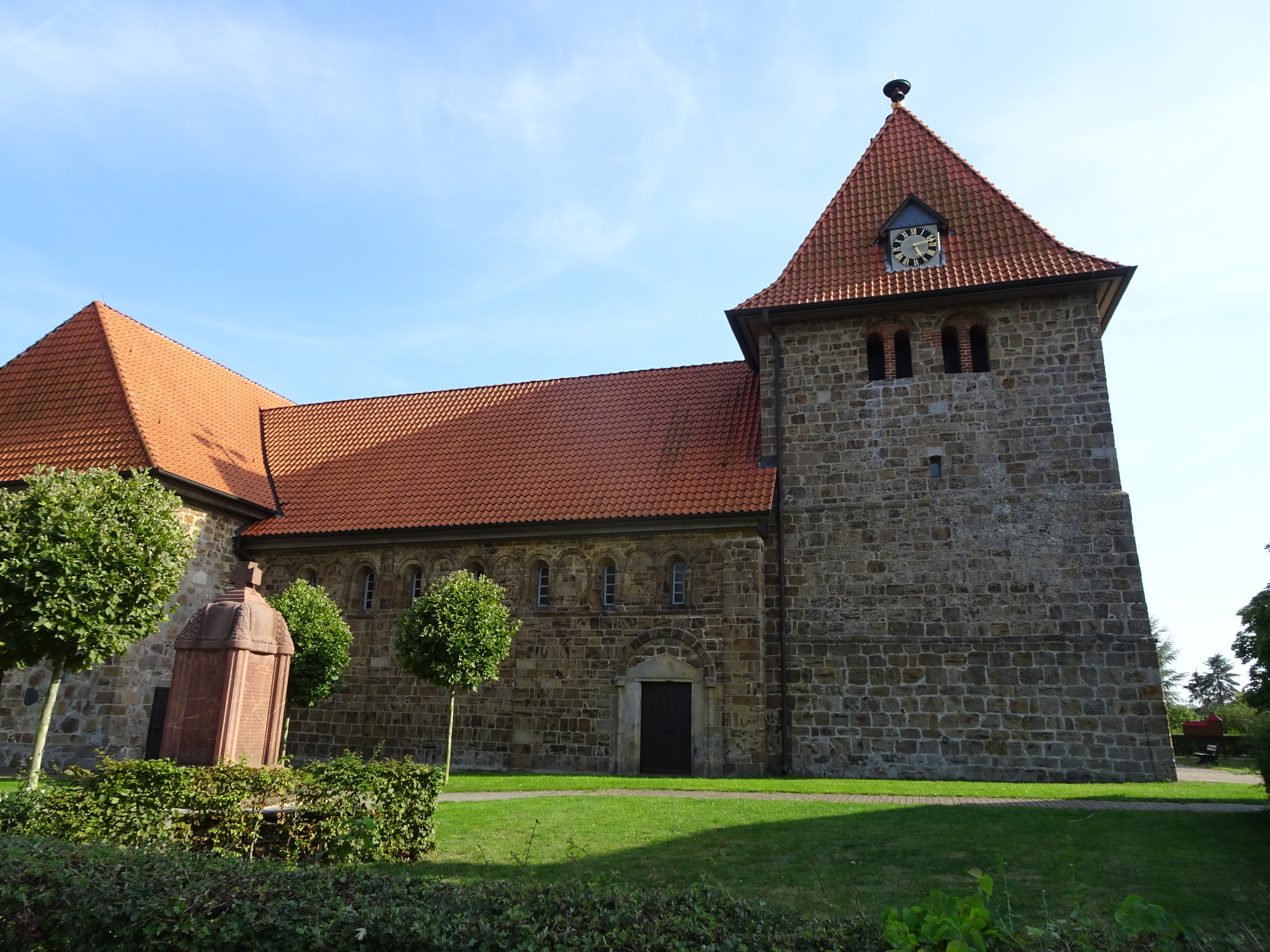
Gangulphuskerk te Wietzen
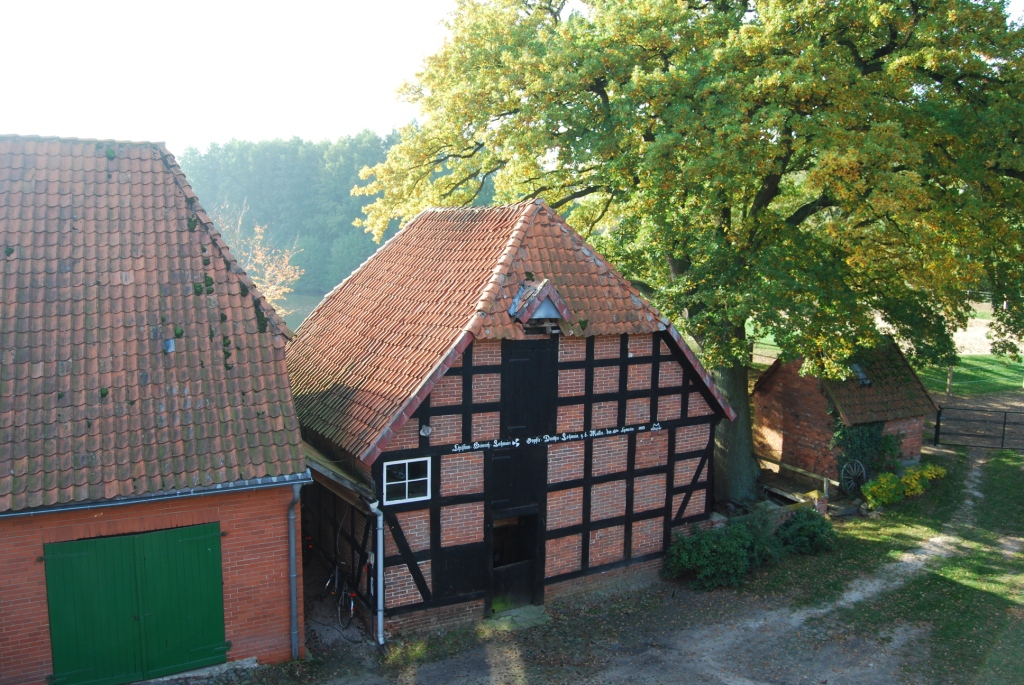
Benther Molen, Bötenberg (niet meer maalvaardig)
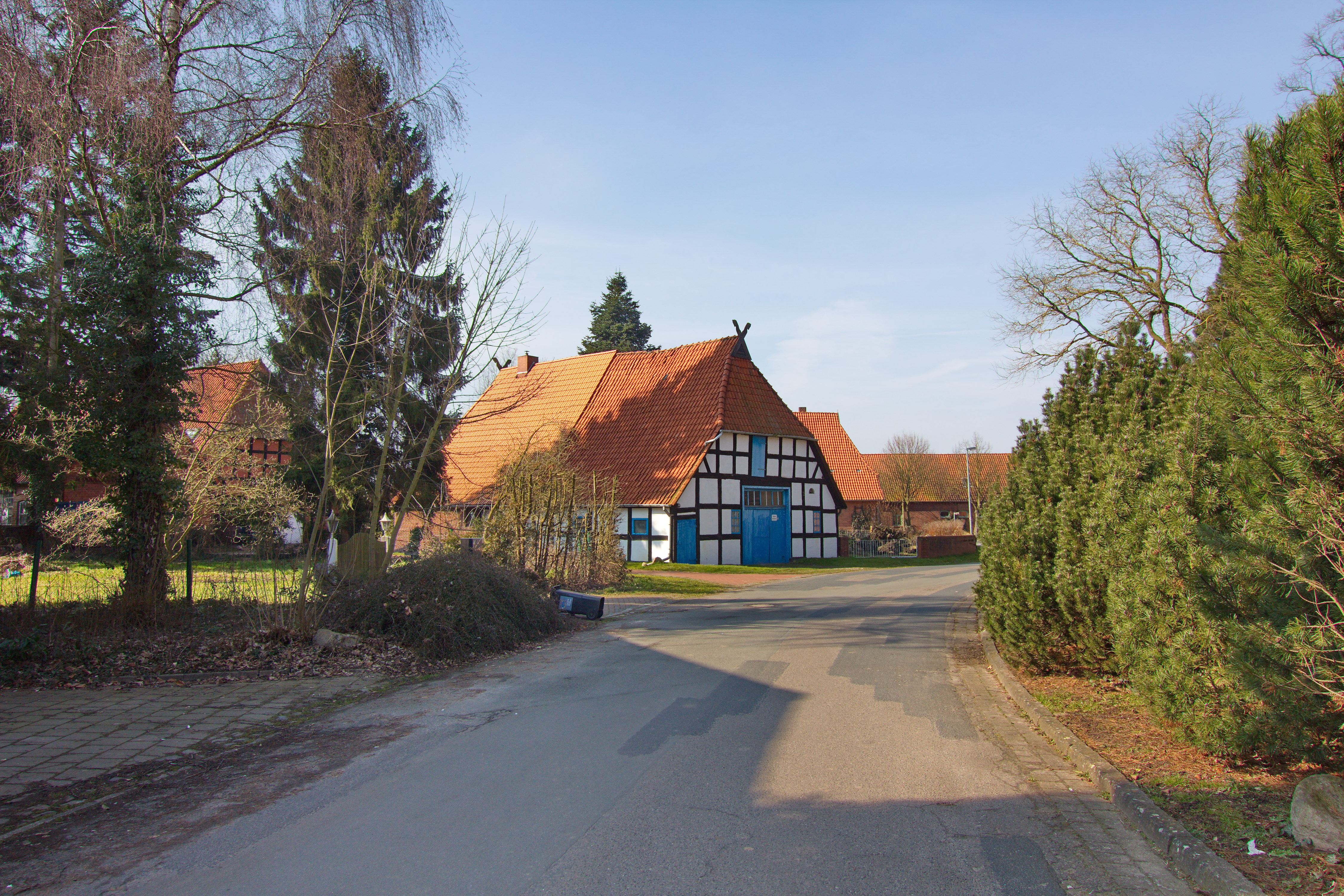
Vakwerkhuis te Balge
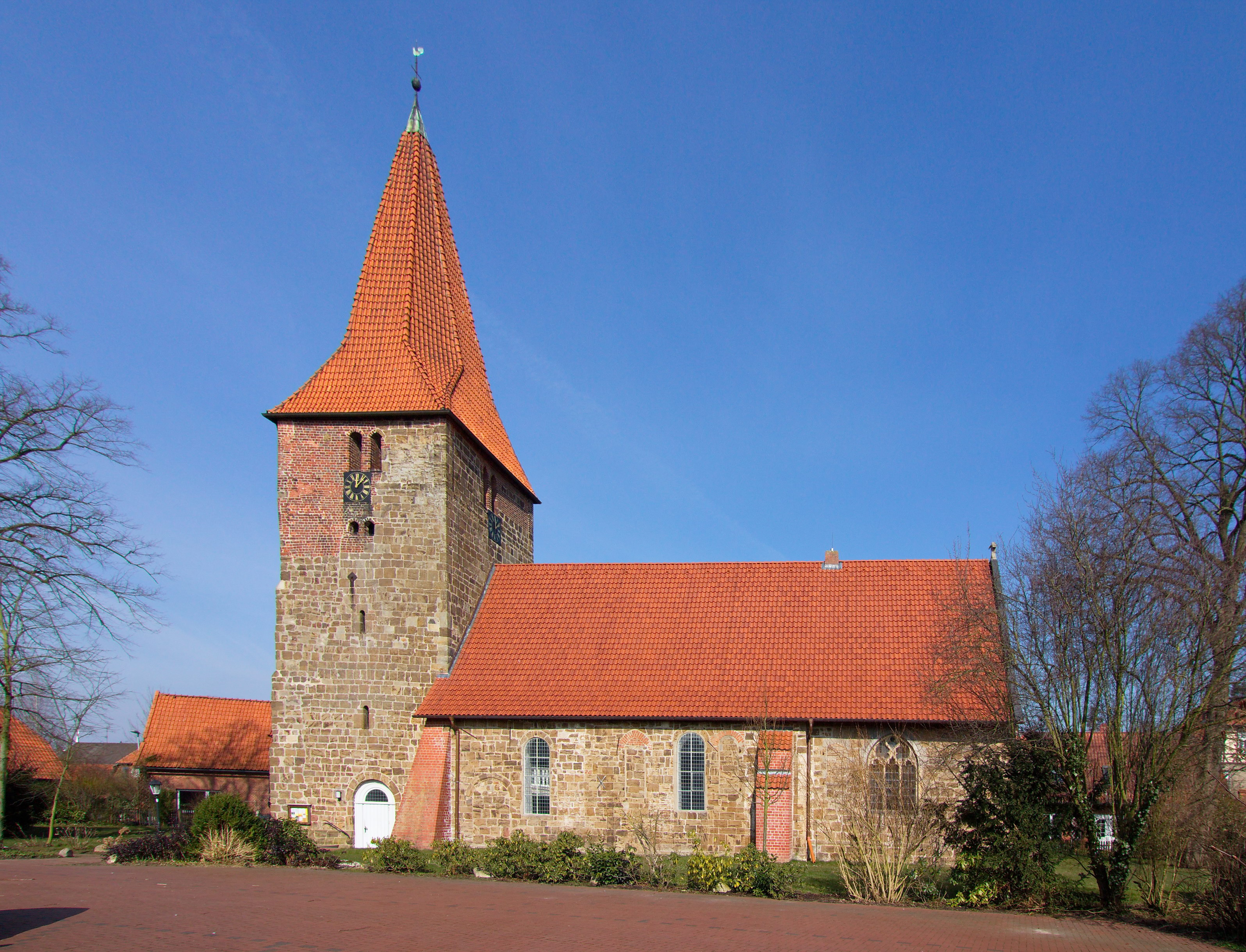
St. Bartholomeüskerk Balge
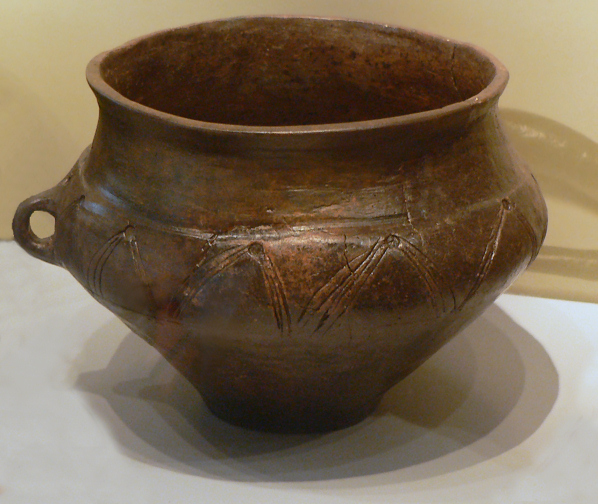
Nienburger Tasse uit Mehlbergen, collectie Museum Nienburg/Weser
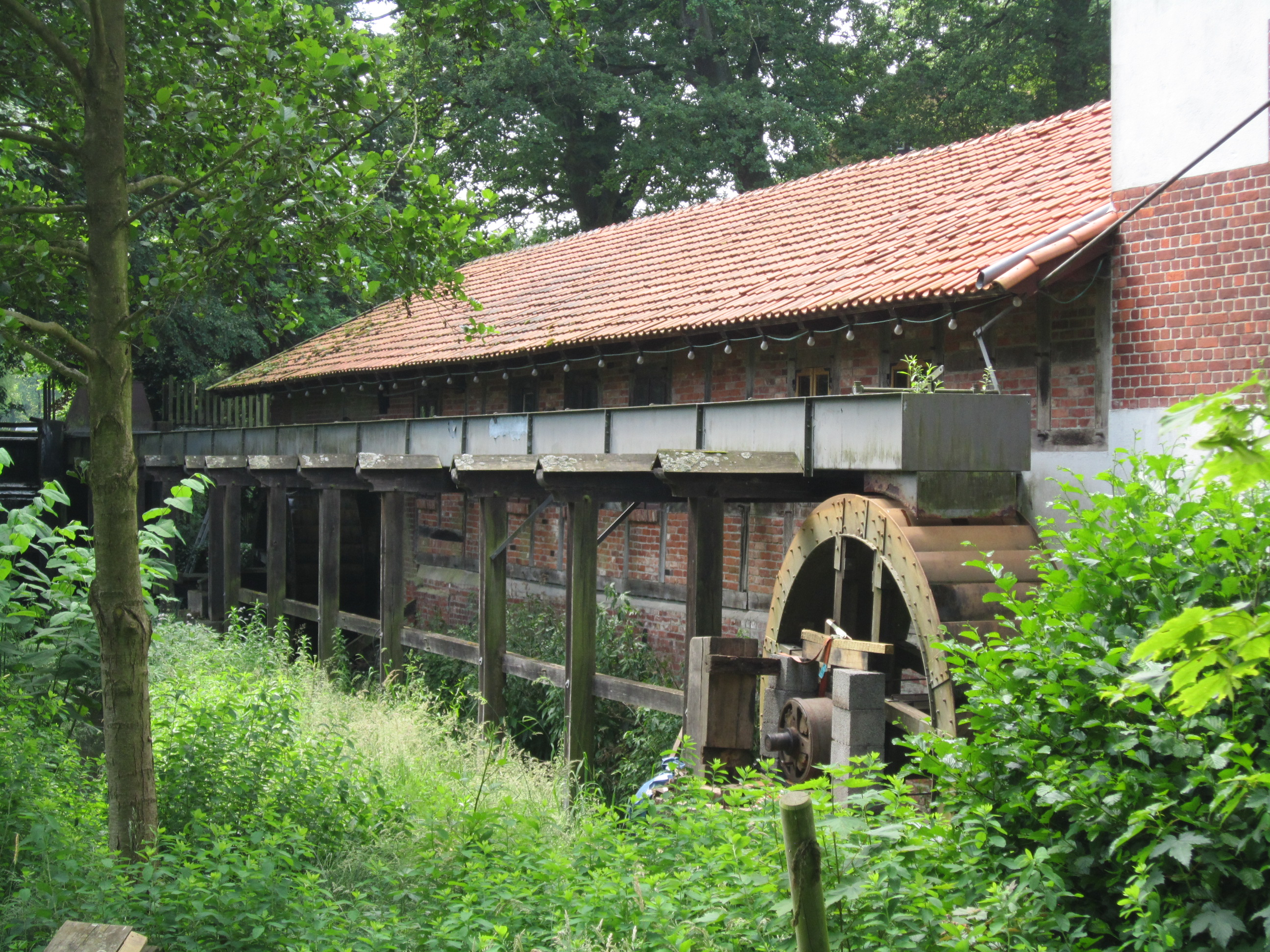
Watermolen Blenhorst
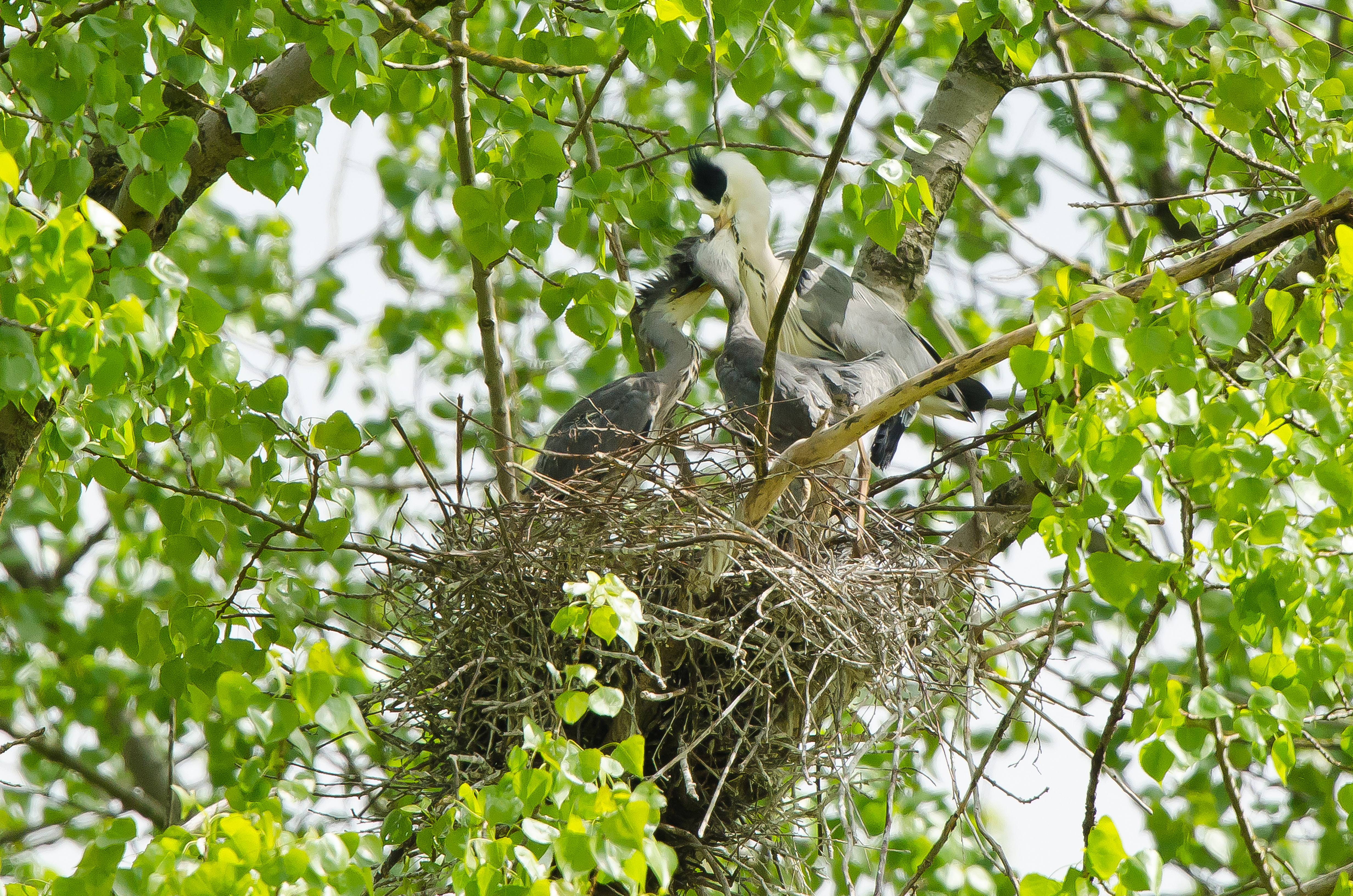
Ooibosreservaat bij Mehlbergen: blauwe reigers
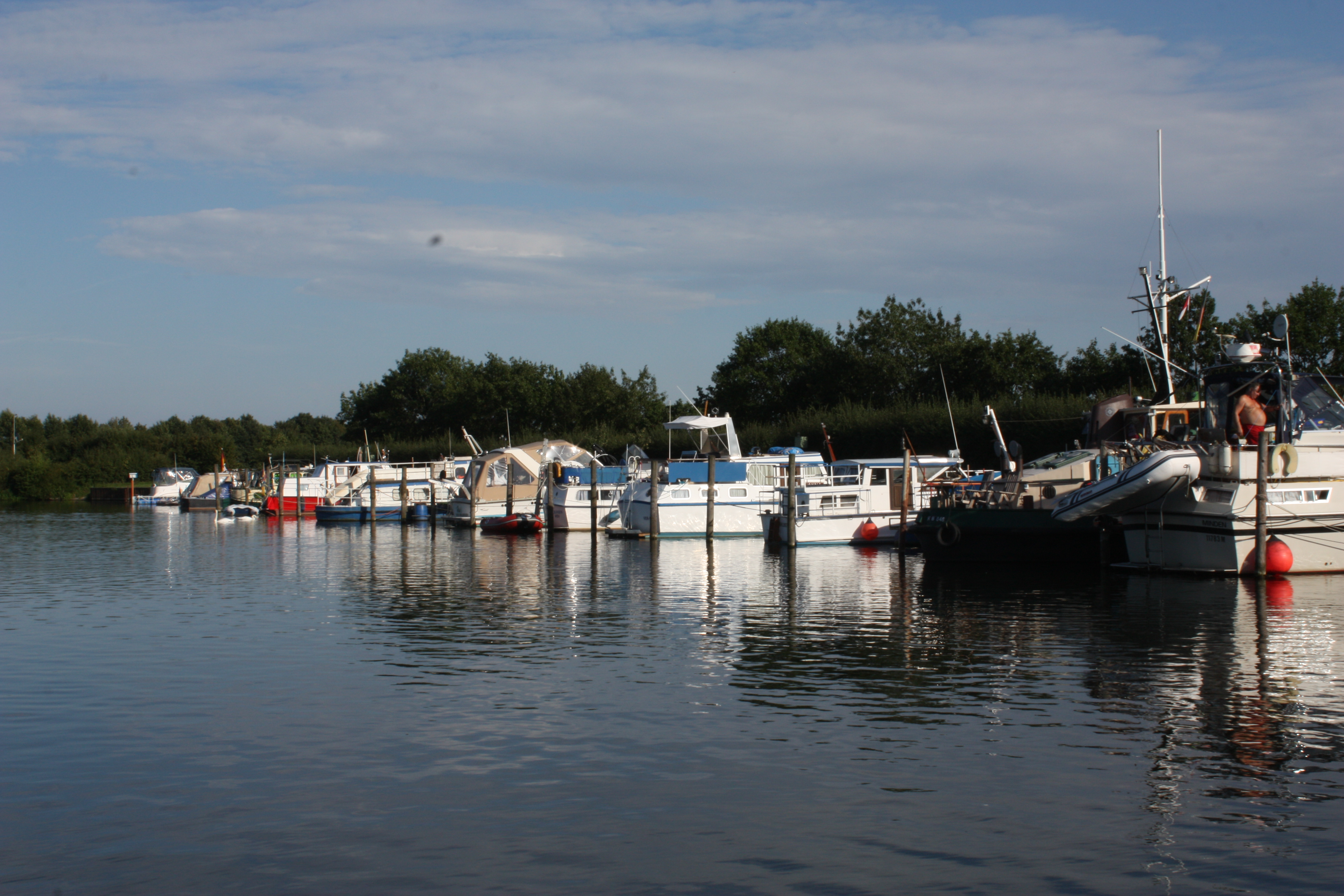
Jachthaven Marina Mehlbergen aan de Wezer
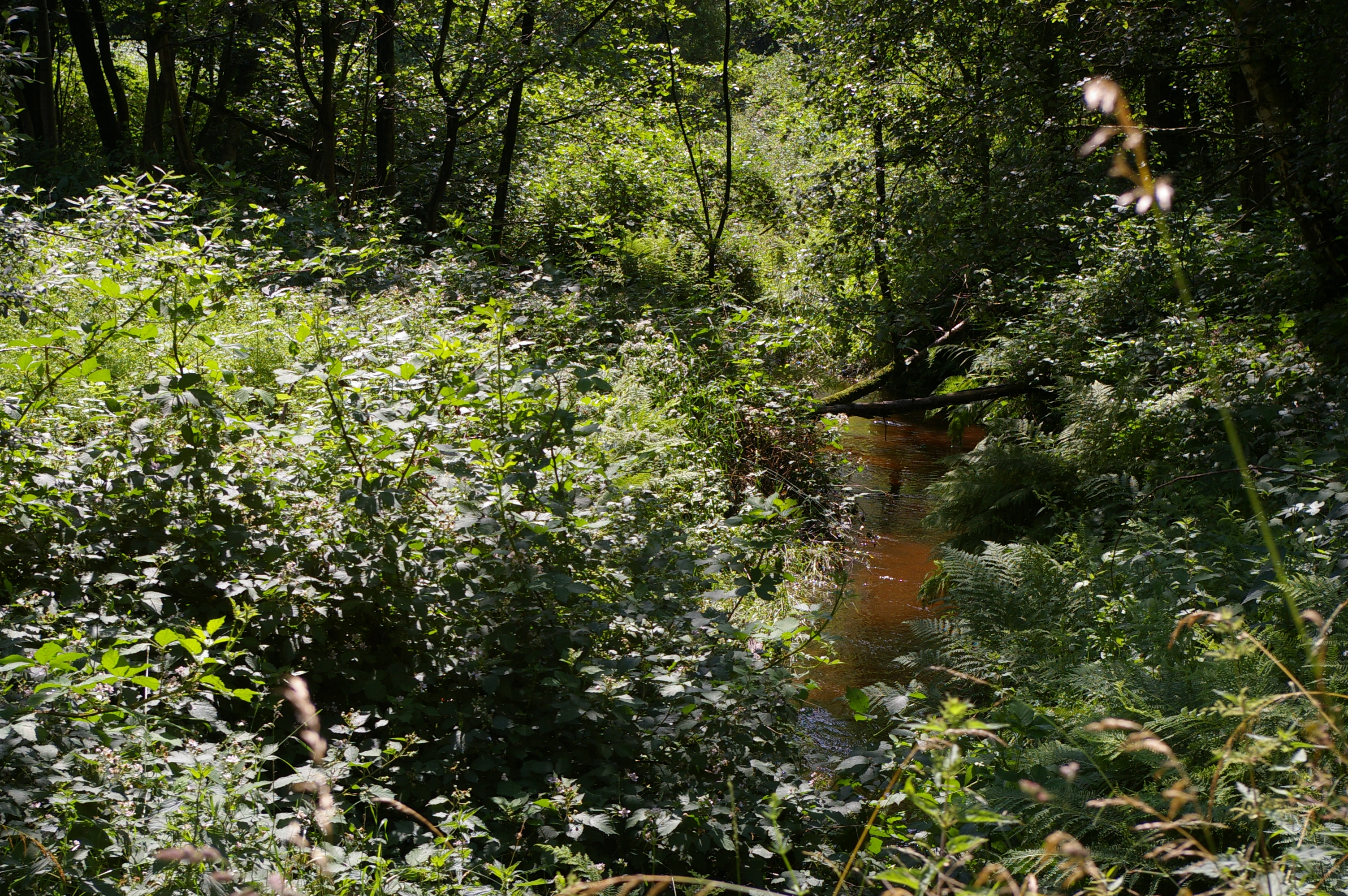
In het natuurreservaat Speckenbachtal

## Belangrijke personen in relatie tot de gemeente

### Geboren
- Magdalene Thimme (* 3 november 1880 in Lohe, (nu Marklohe); † 12 mei 1951 in Bremen), Duits pedagoge en godsdienstlerares, evenals haar broer en collega, de theoloog  Wilhelm Thimme (1879-1966),  tegenstander van het nationaalsocialisme en actief binnen de Bekennende Kirche in de stad Bremen; Magdalene was na de Tweede Wereldoorlog pacifiste.

Balge · 
Binnen · 
Bücken · 
Diepenau · 
Drakenburg · 
Estorf · 
Eystrup · 
Gandesbergen · 
Hämelhausen · 
Haßbergen · 
Hassel (Weser) · 
Heemsen · 
Hilgermissen · 
Hoya · 
Hoyerhagen · 
Husum · 
Landesbergen · 
Leese · 
Liebenau · 
Linsburg · 
Marklohe · 
Nienburg/Weser · 
Pennigsehl · 
Raddestorf · 
Rehburg-Loccum · 
Rodewald · 
Rohrsen · 
Schweringen · 
Steimbke · 
Steyerberg · 
Stöckse · 
Stolzenau · 
Uchte · 
Warmsen · 
Warpe · 
Wietzen